# Noaea
Noaea es un género de plantas fanerógamas con 17 especies pertenecientes a la familia Amaranthaceae.

## Taxonomía
El género fue descrito por Alfred Moquin-Tandon y publicado en Prodromus Systematis Naturalis Regni Vegetabilis 13(2): 207. 1849. La especie tipo es: Noaea spinosissima (L. f.) Moq.

## Especies seleccionadas
| - Noaea aretioides - Noaea aucheri - Noaea canescens - Noaea daghestanica - Noaea mucronata - Lista completa de especies |